# Baron Tweedmouth

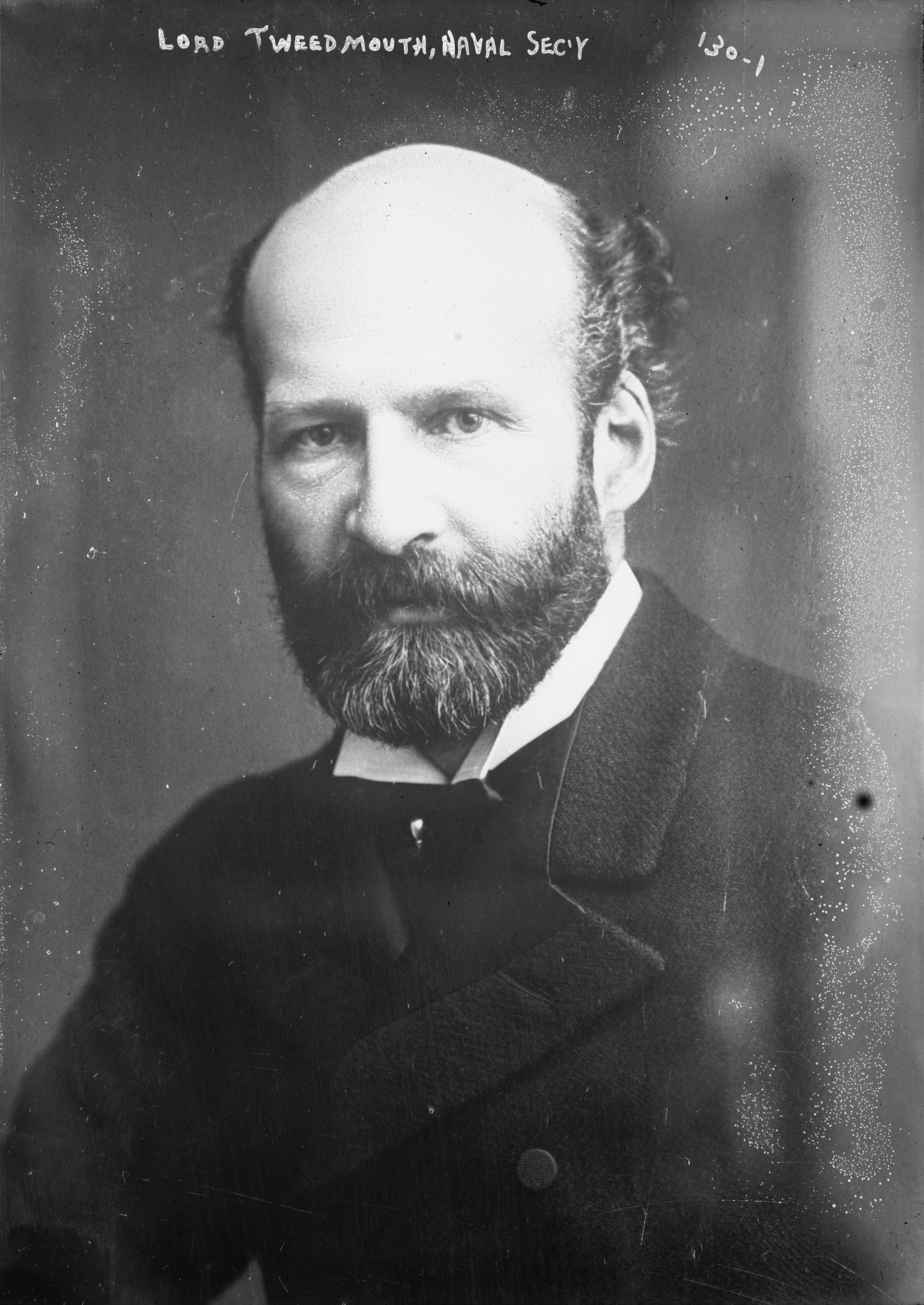
Edward Marjoribanks, 2. Baron Tweedmouth

Baron Tweedmouth, of Edington in the County of Berwick, war ein erblicher britischer Adelstitel in der Peerage of the United Kingdom, benannt nach dem Dorf Tweedmouth am Fluss Tweed.

## Verleihung
Der Titel wurde am 12. Oktober 1881 für den Geschäftsmann und liberalen Unterhausabgeordneten Dudley Marjoribanks geschaffen. Dieser galt aufgrund seines erheblichen Vermögens als einer der Finanziers der Partei. Er war bereits 1866 in der Baronetage of the United Kingdom zum Baronet, of Guisachan in Beaulieu in the County of Inverness, erhoben worden.

## Erlöschen des Titels
Der 3. Baron verstarb am 23. April 1935, ohne dass ein Sohn, Bruder oder Neffe vorhanden war. Seine Titel erloschen deshalb.

## Liste der Barone Tweedmouth (1881)
- Dudley Marjoribanks, 1. Baron Tweedmouth (1820–1894)
- Edward Marjoribanks, 2. Baron Tweedmouth (1849–1909)
- Dudley Marjoribanks, 3. Baron Tweedmouth (1874–1935)